# Mercury Cougar
Mercury Cougar är en bilmodell tillverkad av Mercury i olika generationer åren 1967–2002.
Som så många andra av Mercurys modeller var Cougar baserad på Ford-modeller. Den ursprungliga Cougar baserades på Mustang, de senare på Ford Thunderbird. Cougar är engelska för kattdjuret puma. Mercury Cougar kallas ibland felaktigt för Ford Cougar.
Cougar tillverkades i fem generationer:

## 1967–1973

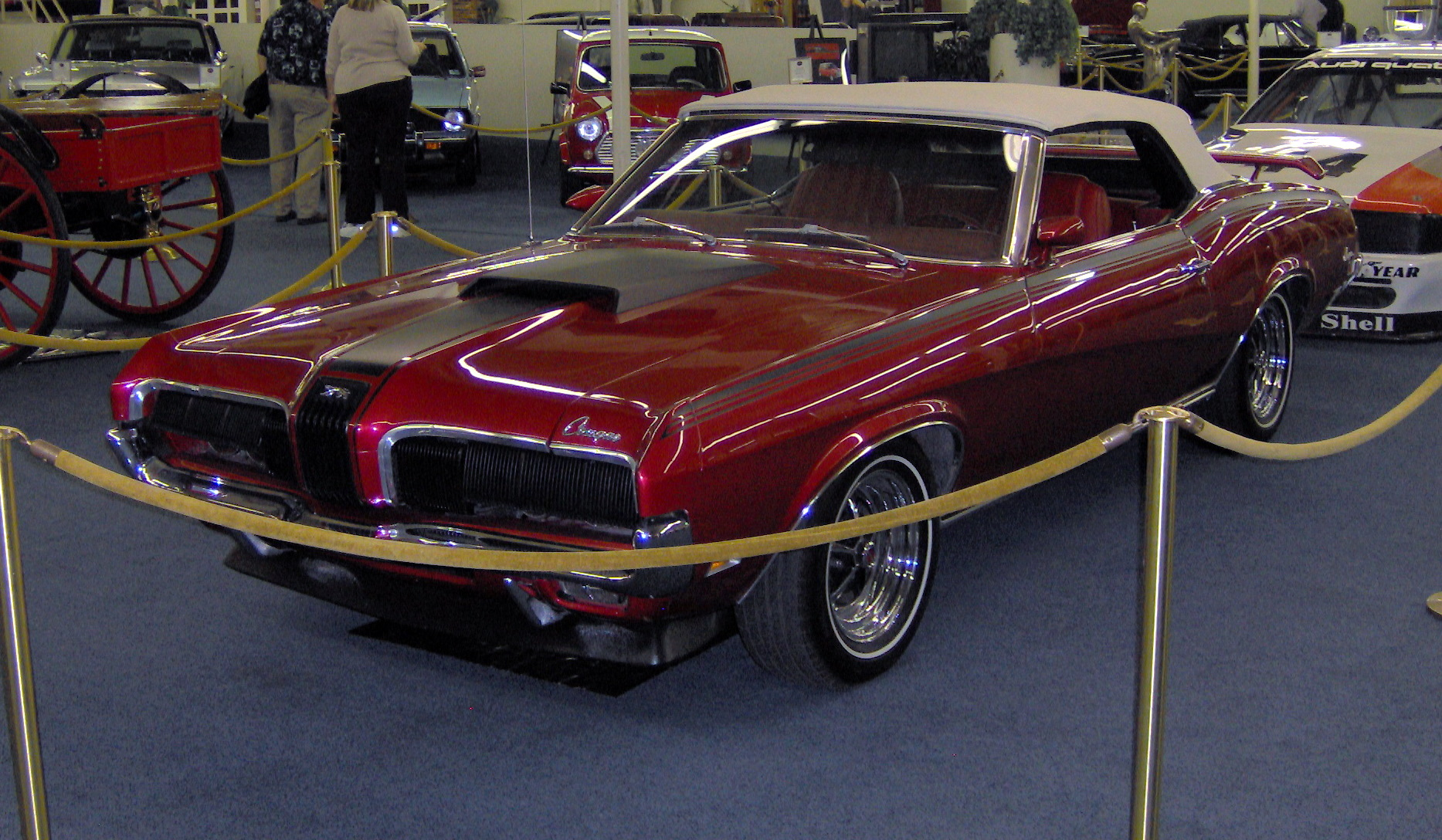
Mercury Cougar XR7 från 1970.

Dessa Cougars baserades på Ford Mustang och avsåg att konkurrera med bilar som Dodge Challenger och Pontiac Firebird i den lyxigare delen av muskelbilsklassen. Den tillverkades liksom Mustangen på Ford Rouge Plant i Dearborn utanför Detroit.
Till skillnad mot Ford Mustang som inriktades till Unga män, så var Cougar mer inriktad mot medelålders välbärgade män som ville ha en lyxig och sportig bil.
Kännetecknande för 1967 till 1970 års Mercury Cougar är dels de vakuumstyrda luckorna som döljer strålkastarna fram och skapar ett rakapparatsutseende.
Vidare har Mercury Cougar också stora bakljus med sekventiell körriktningsvisare som är karrakteristiskt för denna bilmodell.
Mercury Cougar kallas ibland för Lyx Mustangen, Cougar levererades aldrig med en 6 cylindrig motor vilket tex Ford Mustang hade som motoralternativ.
Standar option för växellåda var för samtliga modeller 3 växlad manuell, men väldigt få beställdes så. De flesta beställdes med en automatlåda.
Endast Boss 302 Eliminator 1970 hade som enda option 4 växlad manuell låda. 
För övrigt är det inte många Cougars sålda med manuell låda vara sig det är 3 eller 4 växlad.

### 1967
Första årsmodellen av Mercury Cougar.
Utföranden: Standard, XR-7, GT och Dan Gurney Special
Motoralternativ: A-kod 289-4V, C-kod 289-2V, S-kod 390-4V
Inga Cabrioleter tillverkades 1967 eller 1968.

### 1968
Exteriört är största skillnaden mellan 1967 och 1968 att 1968 har sidopositionsljus både fram och bak.
Utföranden: Standard, XR7, XR-G (Gurney), Hertz XR-G, GTE
Motoralternativ: F-kod 302-4v, J-kod 302-4V, X-kod 390-2V,  S-kod 390-4V, W-kod 427-4V, R-kod 428-4V.

### 1969
1969 kom det en ny Cougar större och med lite annat utseende. Även en Cabriolet introducerades, dock aldrig i versionen Eliminator.
Eliminator introducerades med en del sportiga options både gällande performance, väghållning och utseende.
Gällande utseende är front spoiler, huvscoop, sportspeglar, stripekit, bakvinge samt att vissa kromade detaljer är svartlackade.
Utföranden: Standard, XR7, GT, Sports Special, Eliminator.
Motoralternativ: 351W-2v, 351W-4V, 390-4V, 428-4V

### 1970

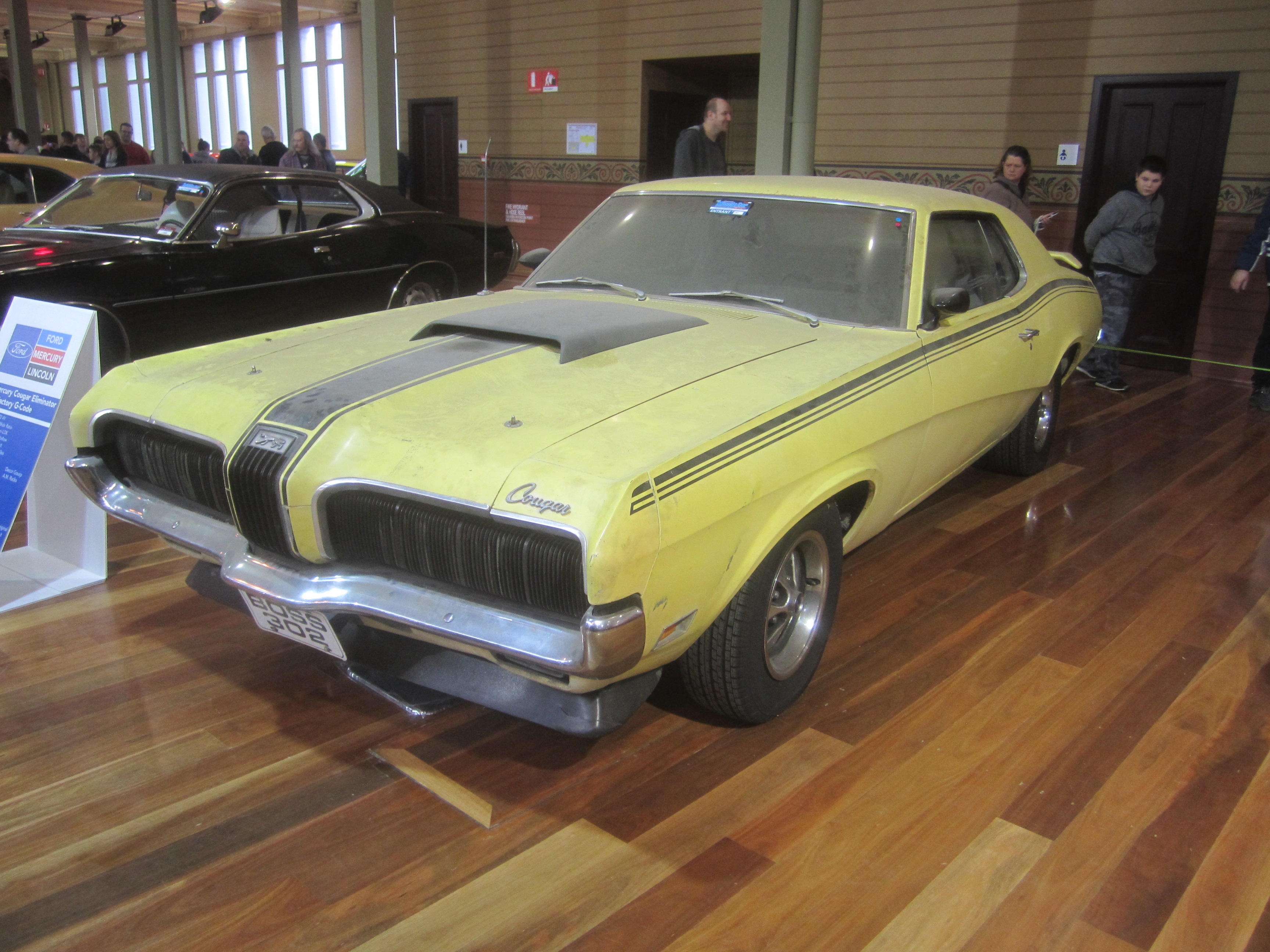
1970 Mercury Cougar Eliminator Boss 302

Mindre kosmetiska förändringar ifrån 1969 års modell.
Motoralternativet Boss 302-4V finns bara för Eliminator. 
100 st Cougar Eliminator levererades till biluthyrningsfirman Hertz, alla hade sollucka och var lackade i Competition Gold.
Utföranden: Standard, XR7, Eliminator, Hertz Eliminator.
Motoralternativ: 351w-2V/351C-2V, 351C-4V, 428-4V, Boss 302-4V.
Det var meningen att alla 351-2V motorer skulle vara i 351C-utförande 1970, men en strejk på Clevelandfabriken gjorde att man fick leveransproblem och då
löste man problemet genom att montera 351W-2V motorer istället.

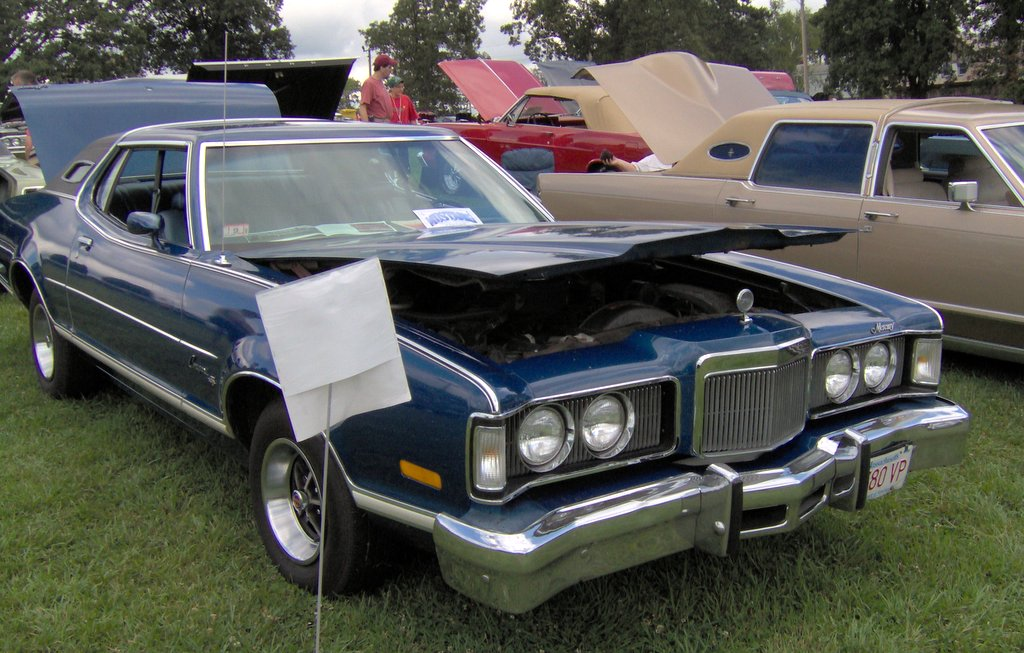
Mercury Cougar från 1976.

## 1980–1988

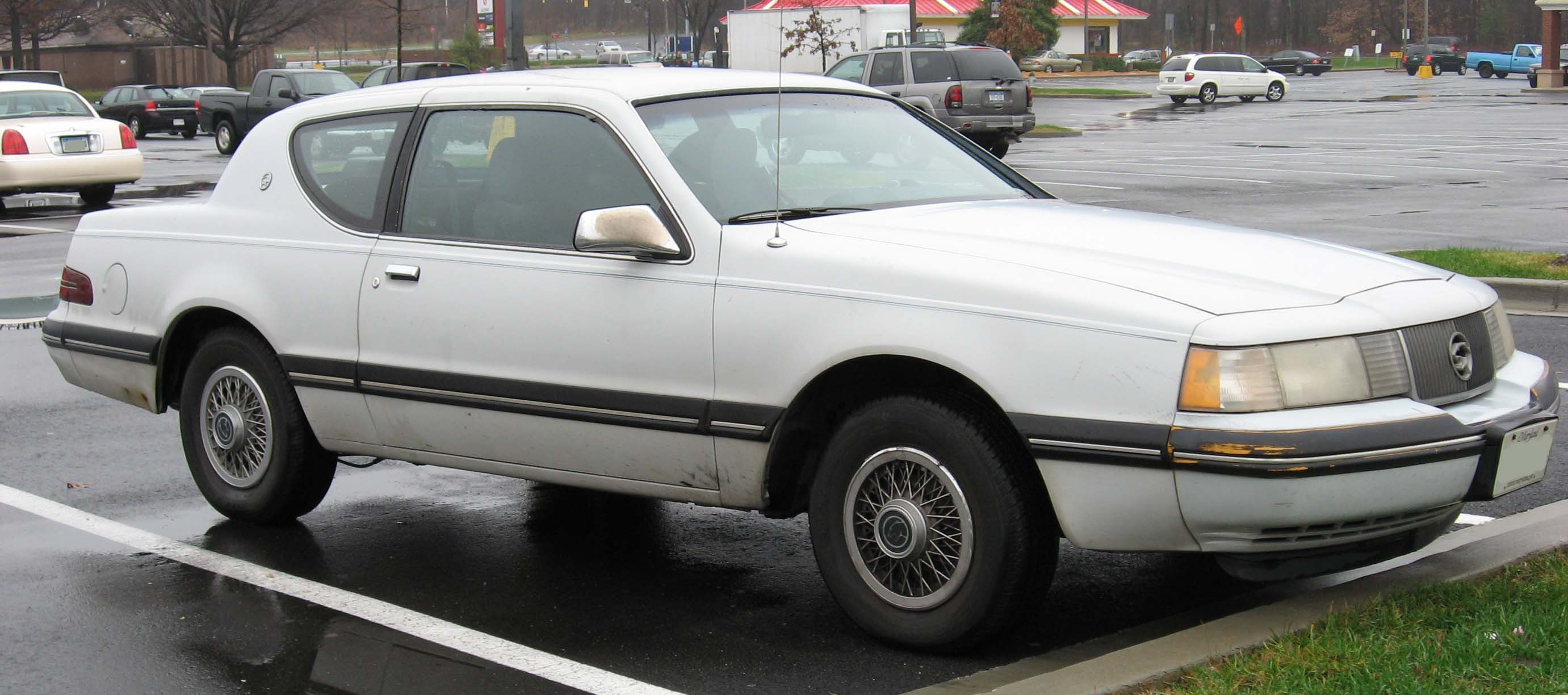
Mercury Cougar från 1987–1988.

## 1989–1997

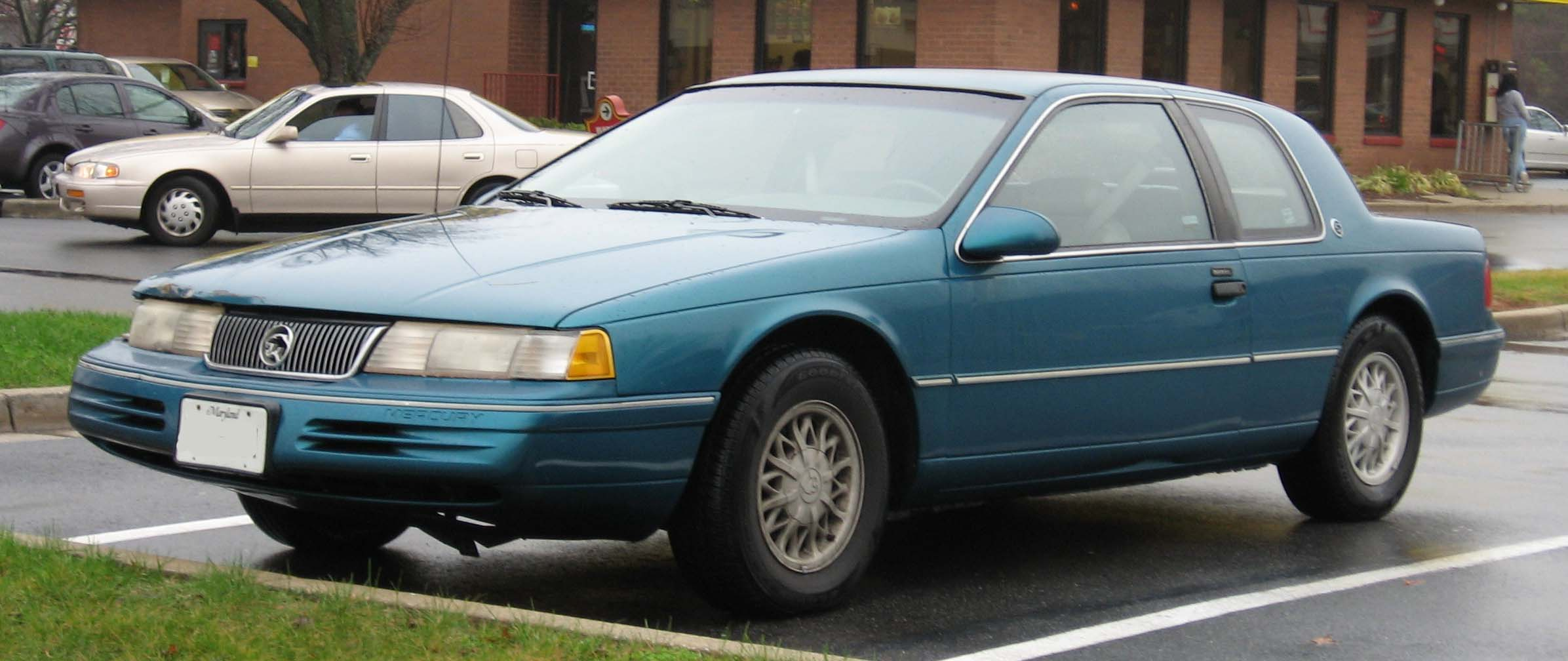
Mercury Cougar från 1989–1993.

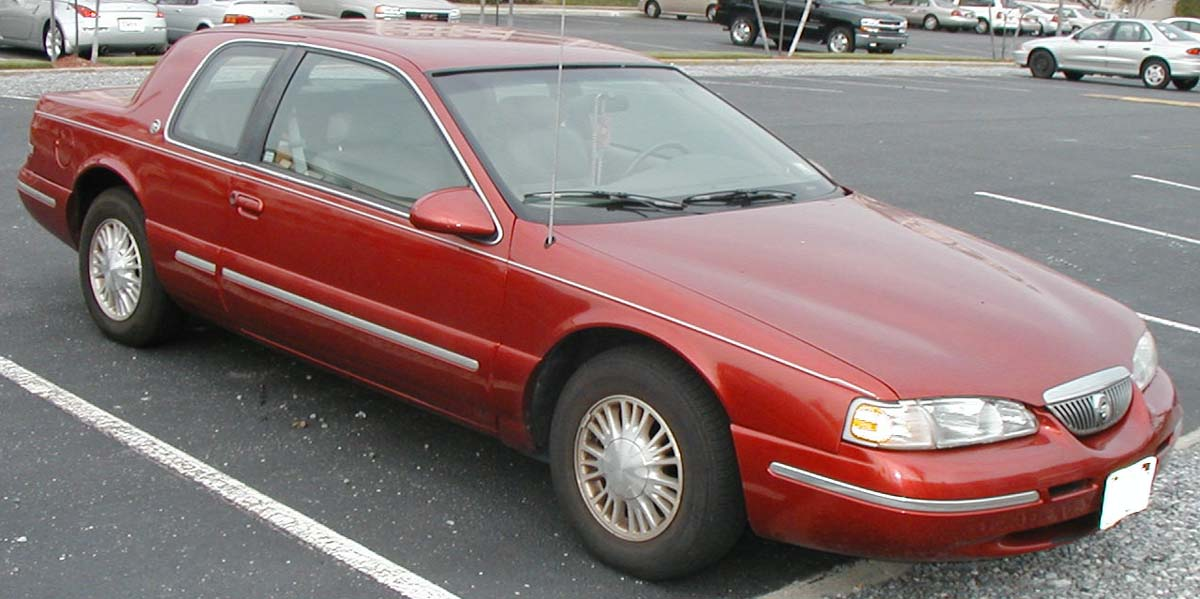
Mercury Cougar från 1994–1997.

## 1999–2002

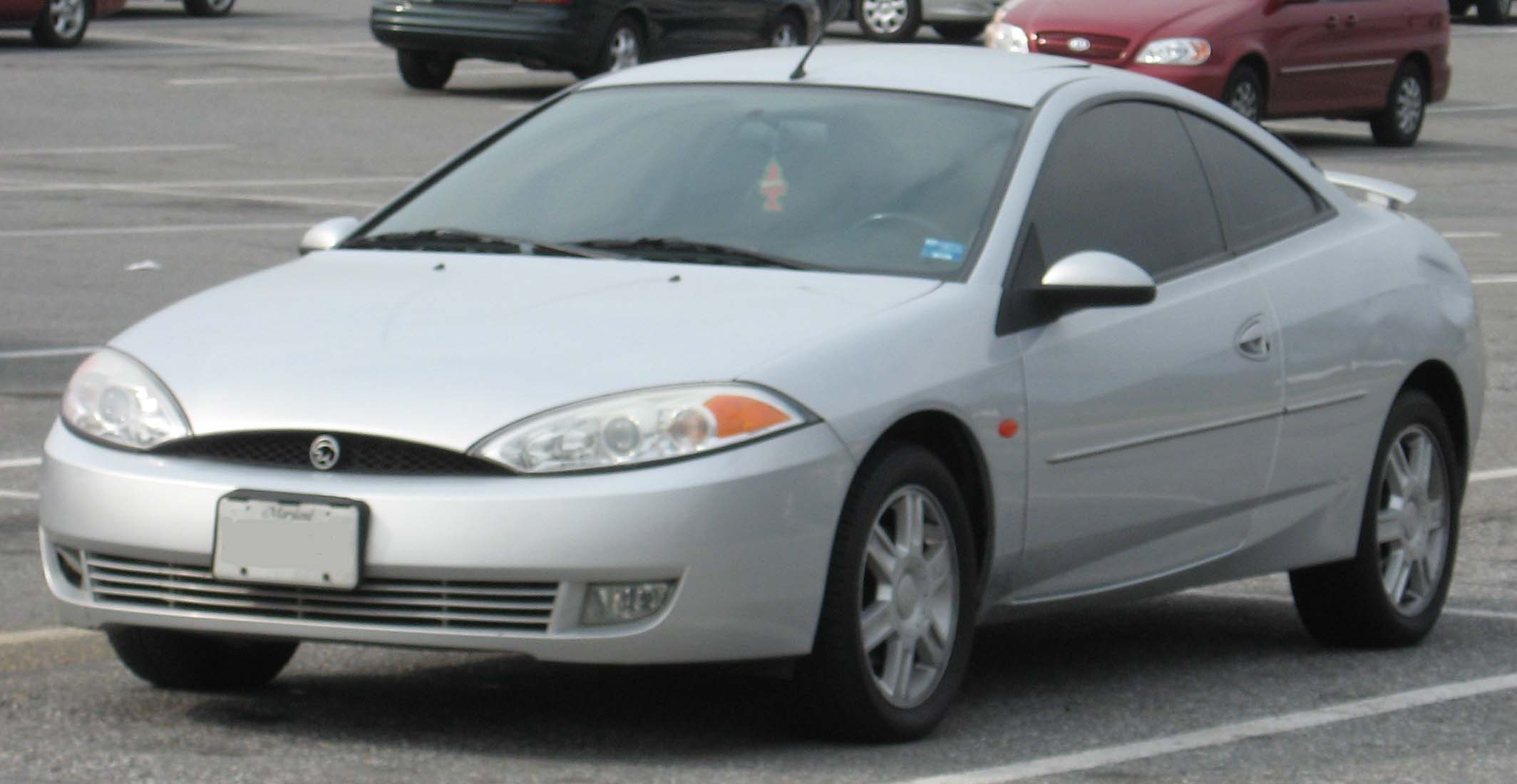
Mercury Cougar från 2001–2002.

1999 års modell av Mercury Cougar såldes i Europa under beteckningen Ford Cougar.